# Nothing Compares 2 U
"Nothing Compares 2 U" är en låt skriven av Prince för The Family, ett funkband som skapades för att få ut mer av hans musik. Bandets debutalbum The Family utgavs 1985, men låten släpptes inte som singel och blev inte vida känd.
Den irländska sångerskan Sinéad O'Connor gjorde en cover på låten 1990 och finns med på hennes album I Do Not Want What I Haven't Got. Låten blev snabbt en hit. Singeln toppade listor världen över, bland annat UK Singles Chart, Billboard Hot 100 och Sverigetopplistan och Trackslistan där den blev årets största hit.
Musikvideon var populär på MTV, och när låten var som störst började Prince själv att uppträda med den på konserter och han inkluderade en live-version av låten på hans första samlingsplatta The Hits/The B-Sides. Denna version är en duett med Rosie Gaines, som under denna tidpunkt var med i hans band The New Power Generation.